# Vitonij, Rojîșce
Vitonij (în ucraineană Вітоніж) este un sat în comuna Iasenivka din raionul Rojîșce, regiunea Volînia, Ucraina.

## Demografie
Componența lingvistică a localității Vitonij
     Ucraineană (99,74%)
     Alte limbi (0,26%)
Conform recensământului din 2001, majoritatea populației localității Vitonij era vorbitoare de ucraineană (99,74%), existând în minoritate și vorbitori de alte limbi.